# Сигнальная наследственность
Сигнальная наследственность — передача поведенческих навыков потомству через условный рефлекс подражания. Существует как в животном мире, так и у людей. Явление сигнальной наследственности было впервые описано М. Е. Лобашёвым, который обратил внимание на то, что у животных потомство, отделенное в раннем возрасте от родителей, не приобретает многих жизненно важных навыков. Затем учёный пронаблюдал и описал процесс заимствования потомством этих навыков от родителей.